# Récicourt
Récicourt é uma comuna francesa na região administrativa de Grande Leste, no departamento de Meuse. Estende-se por uma área de 28,2 km². Em 2010 a comuna tinha 168 habitantes (densidade: 6 hab./km²).